# Elkunirsa
Elkunirsa of Elunirsa is een scheppergod uit een fragmentarisch overgeleverde, Hettitische mythe. De naam is een transliteratie van El met zijn Westsemitische epitheton *qônê'ars. De mythe beschrijft hoe zijn vrouw, Ashertuh, de stormgod Baal vraagt om met haar naar bed te gaan. Hij weigert echter en vertelt aan Elkunirsa wat er gebeurde. In zijn opdracht doodt Baal vervolgens verscheidene van Ashertuhs kinderen. Later draagt Elkunirsa op om Baal gevangen te nemen. De stormgod wordt echter gewaarschuwd door zijn zus, Anat-Astarte. Toch raakt hij gewond, waarna hij op magische wijze genezen moet worden.

## Bron
- Johnson, Sarah Iles (red.). Religions of the Ancient World: A Guide. Cambridge: Cambridge University Press, 2004.